# 雪と星と僕ら
『雪と星と僕ら』（ゆきとほしとぼくら）は、2018年5月2日に発売された、スピラ・スピカの1作目のフル・アルバム。発売元は、TOWER RECORDS。

## 概要
前作『乗り越える（下）』から約1年振りのアルバムリリースとなり、バンド改名後及び、全国流通盤初のアルバムリリースとなった。
かつて「スノーマン」名義でリリースした楽曲を中心に全10曲が収録されている。

## 収録内容
| 全作曲: 寺西裕二。 |                          |                |            |          |      |
| #                  | タイトル                 | 作詞           | 作曲・編曲 | 編曲     | 時間 |
| 1.                 | 「僕らなら」             | 幹葉           | 寺西裕二   | 奥田裕亮 | 4:43 |
| 2.                 | 「新しい私になれ」       | 幹葉、寺西裕二 | 寺西裕二   | 門垣良則 | 4:06 |
| 3.                 | 「in pairs」             | 寺西裕二、幹葉 | 寺西裕二   | 門垣良則 | 3:57 |
| 4.                 | 「Enemy Spotted!!」      | 寺西裕二       | 寺西裕二   | 横山直弘 | 4:34 |
| 5.                 | 「snow flake」           | 幹葉           | 寺西裕二   | 門垣良則 | 5:26 |
| 6.                 | 「ちょっと待って」       | 幹葉           | 寺西裕二   | 横山直弘 | 3:16 |
| 7.                 | 「インベーダーゲーム」   | 幹葉           | 寺西裕二   | 門垣良則 | 4:58 |
| 8.                 | 「U+2641」               | 幹葉           | 寺西裕二   | 門垣良則 | 4:23 |
| 9.                 | 「夜行列車～銀河行き～」 | 寺西裕二、幹葉 | 寺西裕二   | 門垣良則 | 5:30 |
| 10.                | 「ココロノアリカ」       | 寺西裕二       | 寺西裕二   | 横山直弘 | 4:34 |
| 合計時間:          | 合計時間:                | 合計時間:      | 合計時間:  | 45:27    |      |

## 楽曲解説
僕らなら
本作のリード曲であり、唯一の新曲である。
新しい私になれ
『乗り越える（上）』に収録されていた楽曲で、同作のリード曲である。
in pairs
『乗り越える（下）』に収録されていた楽曲で、同作のリード曲である。
Enemy Spotted!!
『スノウワンダーランド』に収録されていた楽曲。幹葉は本楽曲について「巨大で狂暴な雪だるまと我々が戦う物語の曲」だと述べており、『スノウワンダーランド』の収録曲及び、メジャー7thシングル『サヨナラナミダ/ほしのかけら』のカップリング曲である「雪が降った日」は、同曲で戦った雪だるまのアフターストーリーとなっている。
snow flake
『乗り越える（上）』に収録されていた楽曲。
ちょっと待って
『スノウワンダーランド』に収録されていた楽曲。
インベーダーゲーム
『乗り越える（下）』に収録されていた楽曲。
U+2641
『乗り越える（下）』に収録されていた楽曲。
夜行列車～銀河行き～
『乗り越える（上）』に収録されていた楽曲。
ココロノアリカ
『スノウワンダーランド』に収録されていた楽曲。

## クレジット
スピラ・スピカ
幹葉（Vo） / 寺西裕二（Gt） / ますだ（Ba）
参加アーティスト
Drums : 有田清幸（CIVILIAN）（#1）
Drums : やまと（#2〜#10）
レコーディング
RecordingEngineer : 森重悟志（#1）
RecordingEngineer : 門垣良則（MORG）（#2,#3,#5,#7,#8,#9）
RecordingEngineer : 武田麻生（#3,#7,#8）
RecordingEngineer : 横山直弘（#4,#6,#10）
Director : 黒田明寛（#1）
Director : 横出真一（Ashley Records）（#2〜#10）
アートワーク
Cover Illustration : 染谷真衣
Photographer : 桑島智輝
その他
A&R : 丹橋拓磨（タワーレコード）